# Luisa d'Orléans (regina dei Belgi)
Luisa Maria d'Orléans (francese Louise Marie Thérèse Charlotte Isabelle d’Orléans); Palermo, 3 aprile 1812 – Ostenda, 11 ottobre 1850) nata principessa d'Orléans e conosciuta anche come Mademoiselle d'Orléans, divenne regina dei Belgi come consorte di Leopoldo I del Belgio.

## Biografia

### Infanzia ed educazione

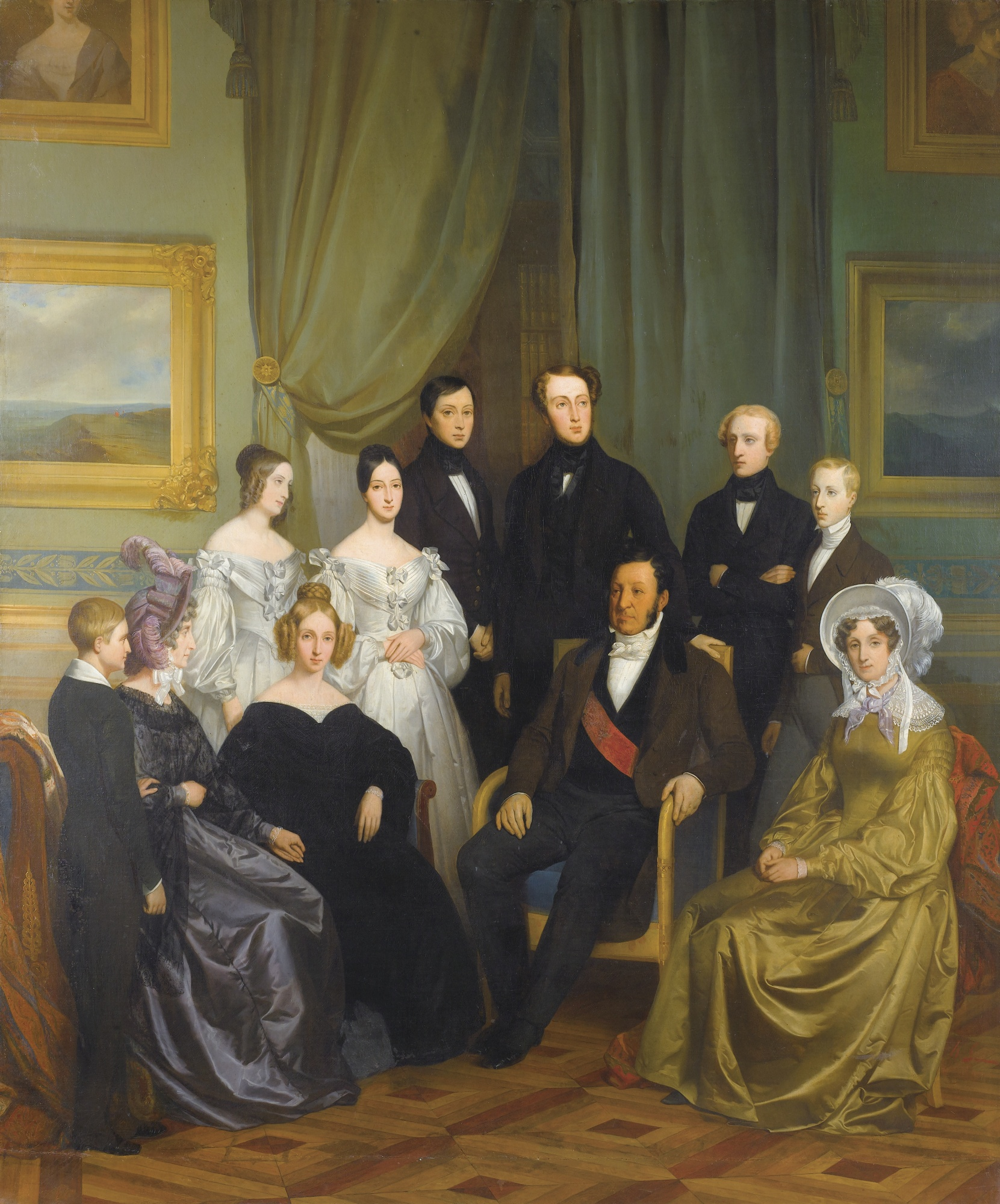
La famiglia di Luigi Filippo di Francia

Nata a Palermo, in Sicilia, il 3 aprile 1812, era la figlia secondogenita di Luigi Filippo d’Orléans, al tempo della sua nascita duca di Chartres, e della principessa Maria Amalia di Borbone-Due Sicilie. I suoi nonni paterni erano il duca Luigi Filippo II di Borbone-Orléans e la duchessa Luisa Maria Adelaide di Borbone-Penthièvre; quelli materni Ferdinando I, re delle Due Sicilie e la sua consorte Maria Carolina d'Asburgo-Lorena, nata arciduchessa d'Austria.

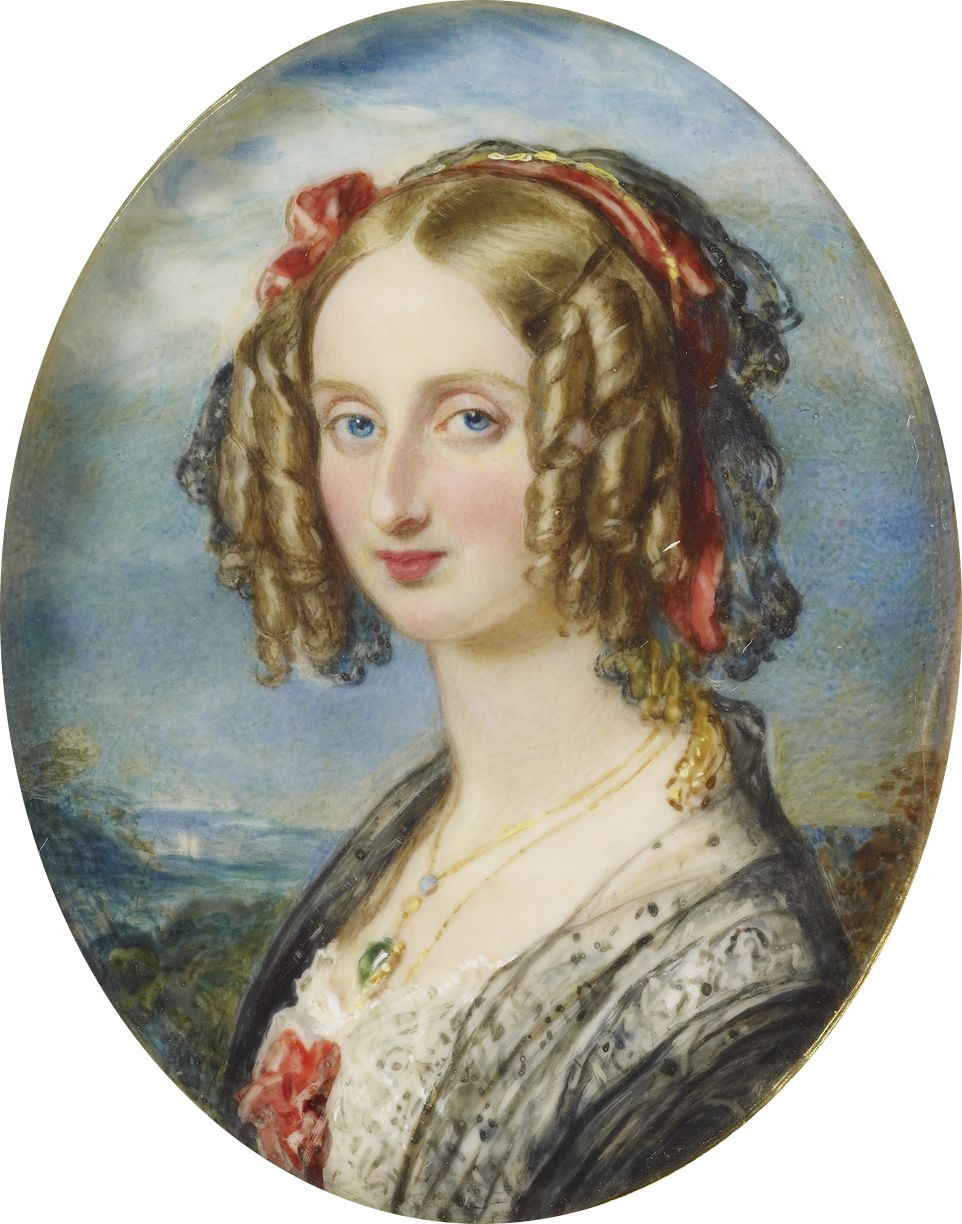
Luisa d'Orleans, mademoiselle de Chartres in una miniatura del XIX secolo

Luisa ricevette un'educazione pia e borghese da sua madre e da sua zia, Adélaïde d'Orléans.  L'abate Guillon le insegnò la religione, Jules Michelet la iniziò allo studio della storia e Pierre-Joseph Redouté le trasmise l'arte di dipingere i fiori e i paesaggi. Pur non essendo altrettanto dotata artisticamente come la sorella minore Maria, scultrice di talento, Luisa lasciò alcuni disegni apprezzati anche da Horace Vernet.
Nel 1830 suo padre divenne re dei francesi con il nome di Luigi Filippo I.

### Matrimonio

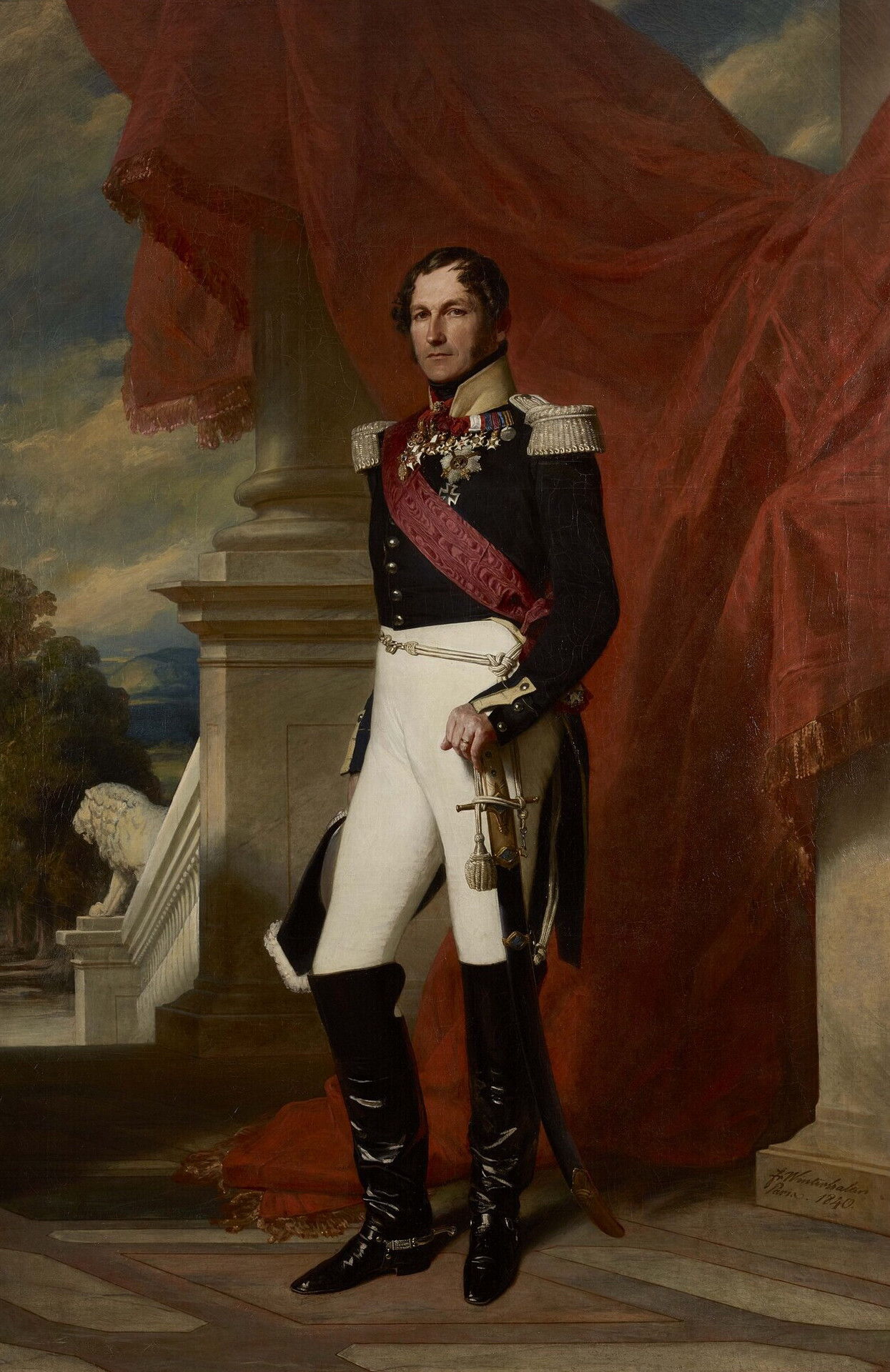
Leopoldo I ritratto da Franz Xaver Winterhalter

Quando, nel 1831, iniziarono i negoziati per il suo matrimonio con Leopoldo I del Belgio, la principessa non nascose la sua riluttanza di fronte a quello che allora si chiamava un "matrimonio di ragione".

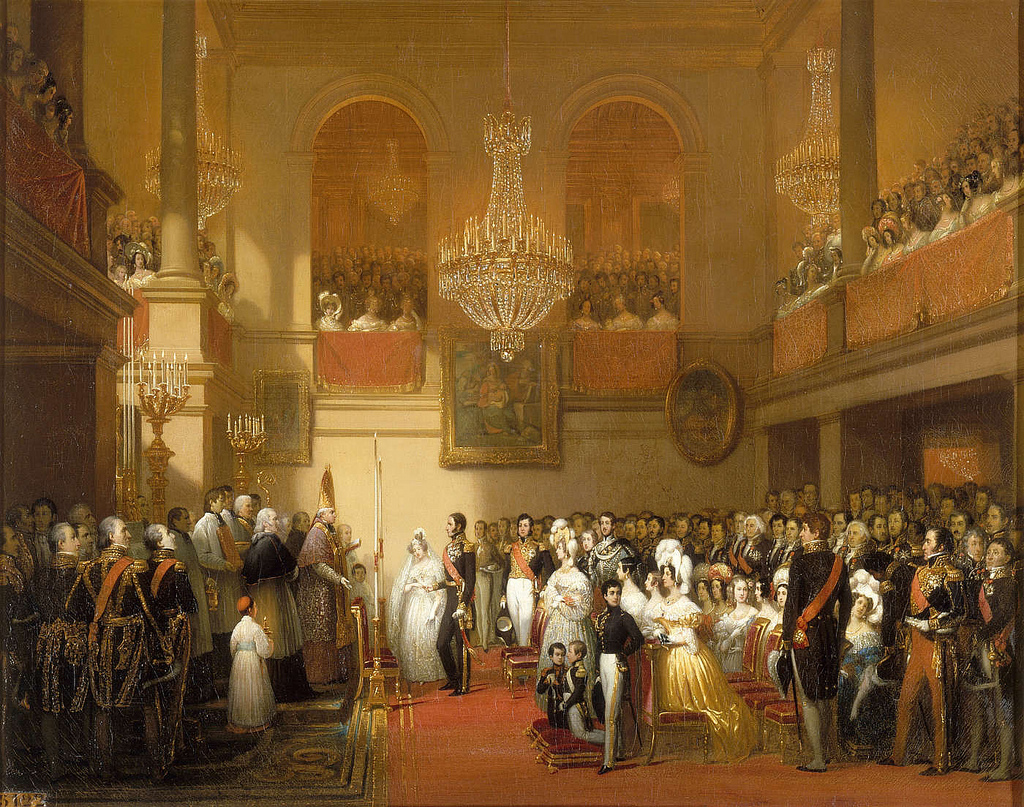
Il matrimonio di Leopoldo I del Belgio e Luisa al Castello di Compiègne di Joseph-Désiré Court

Le nozze furono celebrate il 9 agosto 1832 a Compiègne. La coppia ricevette la benedizione nuziale sia con il rito cattolico che con quello luterano. Tuttavia, per ragioni dinastiche, i loro figli vennero educati secondo la religione materna.

### Regina dei Belgi

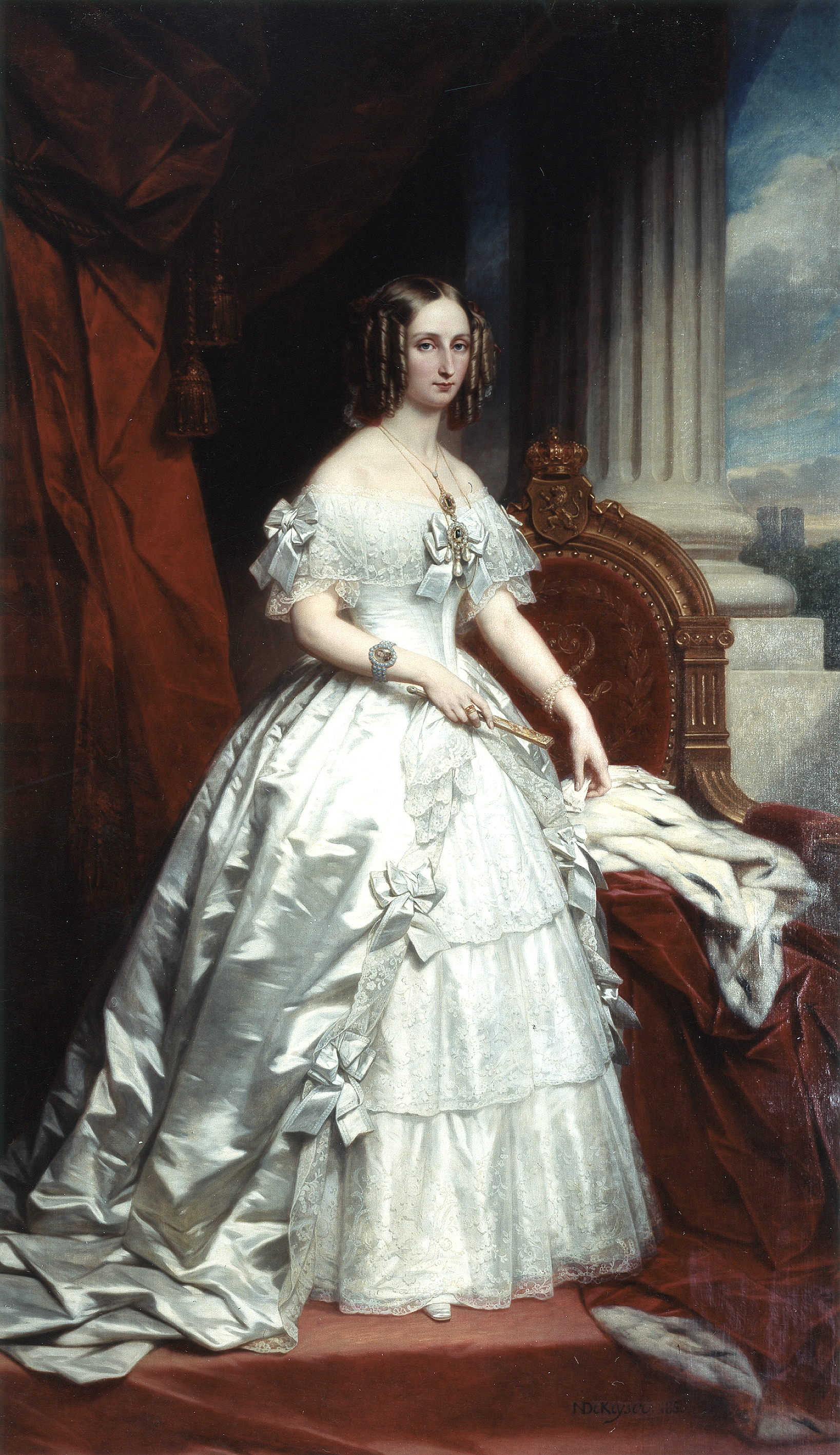
La regina Luisa d'Orléans ritratta da Nicaise de Keyser

La giovane regina Luisa impiegò molto tempo ad abituarsi alla mentalità dei suoi nuovi sudditi belgi. Essa li osservava con una piccante ironia, come ci testimonia la sua abbondante corrispondenza; questo fatto provocò alcuni incidenti che obbligarono il re Luigi Filippo ad invitare la figlia ad essere più prudente.

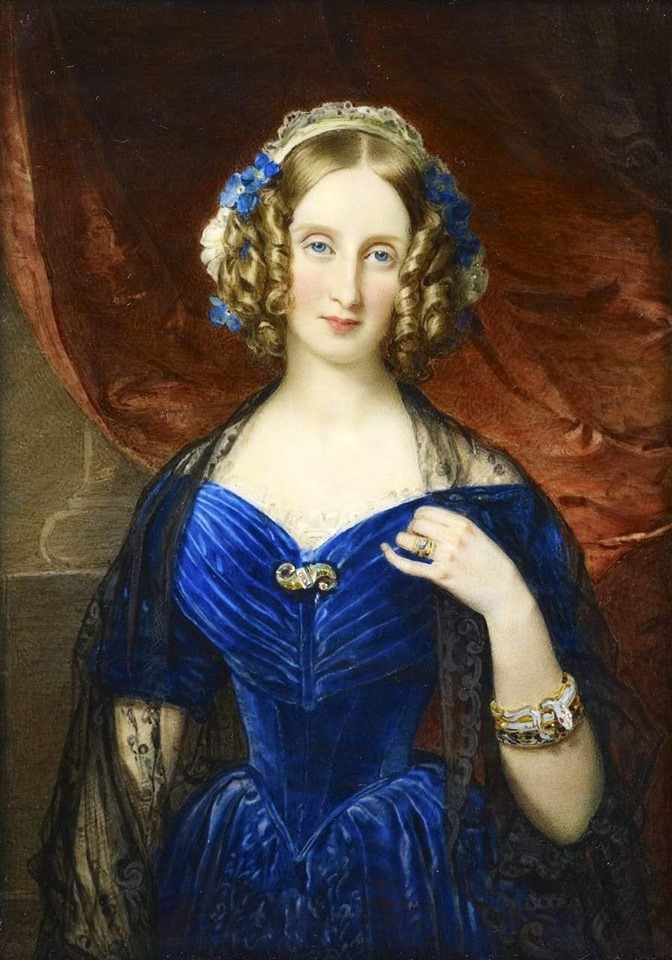
Ritratto della Regina dei Belgi
William Charles Ross, Royal Collection (1846)

In pochi anni, con perseveranza e generosità, Luisa conquistò il cuore dei belgi. Questi ultimi la soprannominarono "amata" e non nascosero la loro rispettosa simpatia per lei, durante gli eventi del febbraio 1848 che misero fine al regno di suo padre a Parigi.
Inoltre, ogni mattina la contessa di Mérode informava la Regina delle sofferenze di alcune famiglie bisognose. Si recava quindi personalmente nelle case di queste persone sfortunate per portare loro conforto e aiuto con gentilezza.

### Ultimi anni e morte

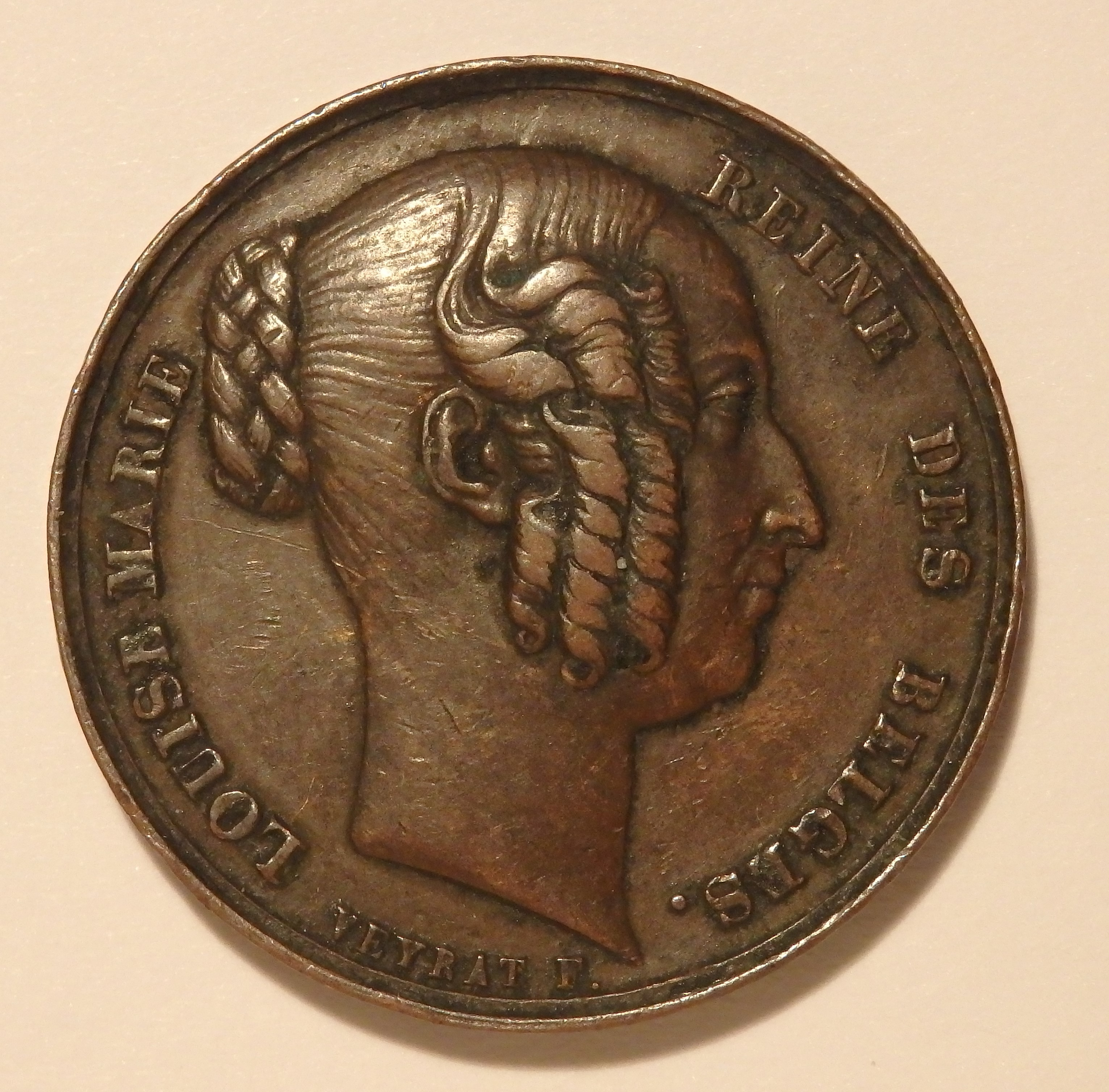
Luisa Maria nel 1850 su una moneta

Dopo la morte del primogenito, altri lutti colpirono la vita di Maria Luisa, come la morte della sorella Maria e il fratello Ferdinando Filippo. Intorno al 1844, il marito si innamorò della giovane Arcadie Claret, dalla quale ebbe diversi figli.

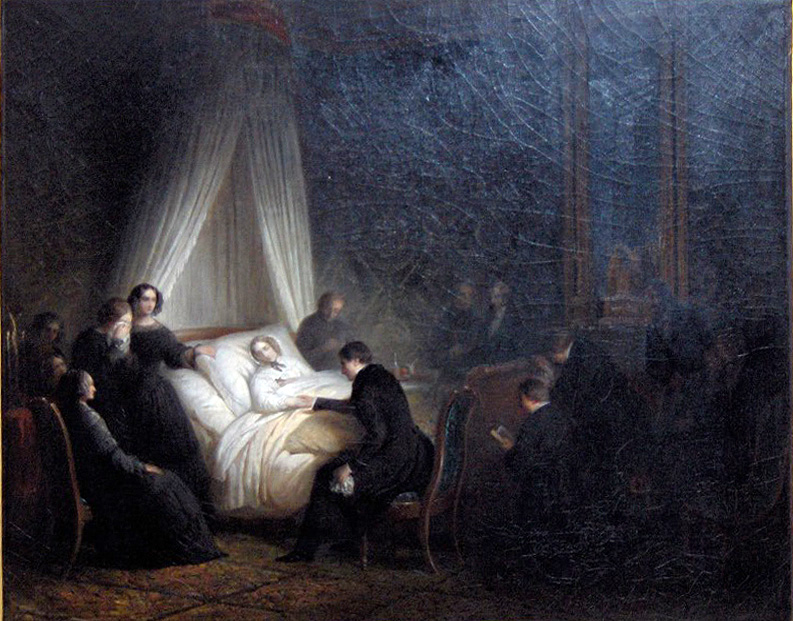
La morte della regina Luisa l'11 ottobre 1850

Nell'agosto 1850, durante la messa in memoria di suo padre, svenne. Un mese dopo, sentendosi sempre più debole, si trasferì a Ostenda.
Morì di tubercolosi l'11 ottobre 1850 ad Ostenda. Per suo espresso volere i funerali ebbero luogo presso la chiesa del villaggio di Laeken.

## Discendenza

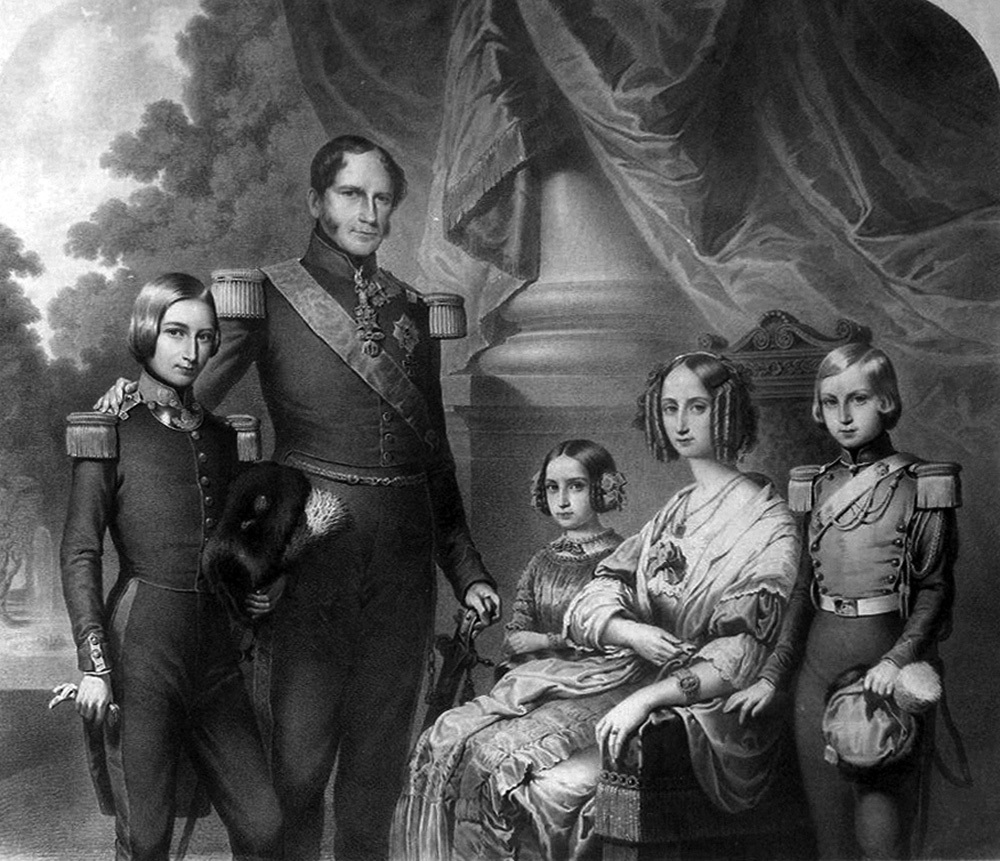
Leopoldo I del Belgio, la regina Luisa e i figli.

Leopoldo I del Belgio e Luisa ebbero quattro figli:
- Luigi Filippo del Belgio (24 luglio 1833-16 maggio 1834);
- Leopoldo (9 aprile 1835-17 dicembre 1909), sposò Maria Enrichetta d'Asburgo-Lorena;
- Filippo (24 marzo 1837-17 novembre 1905), sposò Maria di Hohenzollern-Sigmaringen;
- Carlotta Maria (7 giugno 1840-19 gennaio 1927), sposò Massimiliano d'Asburgo Lorena.

## Titoli e trattamento
- 3 aprile 1812 - 9 agosto 1830: Sua altezza serenissima, Mademoiselle d'Orléans, principessa del sangue
- 9 agosto 1830 - 9 agosto 1832: Sua altezza reale, la principessa Luisa d'Orléans
- 9 agosto 1832 - 11 ottobre 1850: Sua maestà, la Regina dei Belgi

## Onorificenze

Il monogramma personale della regina Luisa.

Il monogramma personale della regina Luisa e di re Leopoldo I del Belgio.

## Ascendenza
|                                     |                     |                                                     | Genitori                                      |  |  | Nonni |  |  | Bisnonni                        |  |  | Trisnonni                       |  |
|                                     |                     |                                                     |                                               |  |  |       |  |  | Luigi Filippo I, Duca d’Orléans |  |  | Luigi d'Orléans, Duca d'Orléans |  |
|                                     |                     |                                                     |                                               |  |  |       |  |  | Luigi Filippo I, Duca d’Orléans |  |  | Luigi d'Orléans, Duca d'Orléans |  |
|                                     |                     | Augusta di Baden-Baden                              |                                               |  |  |       |  |  | Luigi Filippo I, Duca d’Orléans |  |  |                                 |  |
| Luigi Filippo II, Duca d’Orléans    |                     |                                                     |                                               |  |  |       |  |  | Luigi Filippo I, Duca d’Orléans |  |  |                                 |  |
|                                     |                     | Luisa Enrichetta di Borbone                         | Luigi Armando II di Borbone-Conti             |  |  |       |  |  |                                 |  |  |                                 |  |
|                                     |                     | Luisa Enrichetta di Borbone                         | Luigi Armando II di Borbone-Conti             |  |  |       |  |  |                                 |  |  |                                 |  |
|                                     |                     | Luisa Enrichetta di Borbone                         | Luisa Elisabetta di Borbone                   |  |  |       |  |  |                                 |  |  |                                 |  |
| Luigi Filippo di Francia            |                     | Luisa Enrichetta di Borbone                         |                                               |  |  |       |  |  |                                 |  |  |                                 |  |
|                                     |                     | Luigi Giovanni Maria di Borbone, Duca di Penthièvre | Luigi Alessandro di Borbone-Francia           |  |  |       |  |  |                                 |  |  |                                 |  |
|                                     |                     | Luigi Giovanni Maria di Borbone, Duca di Penthièvre | Luigi Alessandro di Borbone-Francia           |  |  |       |  |  |                                 |  |  |                                 |  |
|                                     |                     | Luigi Giovanni Maria di Borbone, Duca di Penthièvre | Marie Victoire de Noailles                    |  |  |       |  |  |                                 |  |  |                                 |  |
| Luisa Maria Adelaide di Borbone     |                     | Luigi Giovanni Maria di Borbone, Duca di Penthièvre |                                               |  |  |       |  |  |                                 |  |  |                                 |  |
|                                     |                     | Maria Teresa d'Este                                 | Francesco III d'Este                          |  |  |       |  |  |                                 |  |  |                                 |  |
|                                     |                     | Maria Teresa d'Este                                 | Francesco III d'Este                          |  |  |       |  |  |                                 |  |  |                                 |  |
|                                     |                     | Maria Teresa d'Este                                 | Carlotta Aglaia di Borbone-Orléans            |  |  |       |  |  |                                 |  |  |                                 |  |
| Luisa d'Orléans                     |                     | Maria Teresa d'Este                                 |                                               |  |  |       |  |  |                                 |  |  |                                 |  |
|                                     | Carlo III di Spagna | Filippo V di Spagna                                 |                                               |  |  |       |  |  |                                 |  |  |                                 |  |
|                                     | Carlo III di Spagna | Filippo V di Spagna                                 |                                               |  |  |       |  |  |                                 |  |  |                                 |  |
|                                     | Carlo III di Spagna | Elisabetta Farnese                                  |                                               |  |  |       |  |  |                                 |  |  |                                 |  |
| Ferdinando I delle Due Sicilie      | Carlo III di Spagna |                                                     |                                               |  |  |       |  |  |                                 |  |  |                                 |  |
|                                     |                     | Maria Amalia di Sassonia                            | Augusto III di Polonia                        |  |  |       |  |  |                                 |  |  |                                 |  |
|                                     |                     | Maria Amalia di Sassonia                            | Augusto III di Polonia                        |  |  |       |  |  |                                 |  |  |                                 |  |
|                                     |                     | Maria Amalia di Sassonia                            | Maria Giuseppa d'Austria                      |  |  |       |  |  |                                 |  |  |                                 |  |
| Maria Amalia di Borbone-Due Sicilie |                     | Maria Amalia di Sassonia                            |                                               |  |  |       |  |  |                                 |  |  |                                 |  |
|                                     |                     | Francesco I di Lorena                               | Leopoldo di Lorena                            |  |  |       |  |  |                                 |  |  |                                 |  |
|                                     |                     | Francesco I di Lorena                               | Leopoldo di Lorena                            |  |  |       |  |  |                                 |  |  |                                 |  |
|                                     |                     | Francesco I di Lorena                               | Elisabetta Carlotta di Borbone-Orléans        |  |  |       |  |  |                                 |  |  |                                 |  |
| Maria Carolina d'Asburgo-Lorena     |                     | Francesco I di Lorena                               |                                               |  |  |       |  |  |                                 |  |  |                                 |  |
|                                     |                     | Maria Teresa d'Austria                              | Carlo VI d'Asburgo                            |  |  |       |  |  |                                 |  |  |                                 |  |
|                                     |                     | Maria Teresa d'Austria                              | Carlo VI d'Asburgo                            |  |  |       |  |  |                                 |  |  |                                 |  |
|                                     |                     | Maria Teresa d'Austria                              | Elisabetta Cristina di Brunswick-Wolfenbüttel |  |  |       |  |  |                                 |  |  |                                 |  |
|                                     |                     | Maria Teresa d'Austria                              |                                               |  |  |       |  |  |                                 |  |  |                                 |  |